# Verwaltungsgemeinschaft Gröditz

Lage der Verwaltungsgemeinschaft Gröditz im Landkreis Meißen (Stand: 31. Dezember 2012)

Die Verwaltungsgemeinschaft Gröditz war eine Verwaltungsgemeinschaft im Freistaat Sachsen im Landkreis Meißen. Sie lag im Norden des Landkreises, zirka 17 km nordöstlich von Riesa und 14 km nördlich von der Stadt Großenhain. Das Gemeinschaftsgebiet befand sich auf einer rund 100 Meter hochgelegenen Tiefebene, der Röderaue. Diese wird von der Großen Röder und der Kleinen Röder durchflossen. Nördlich lag die Grenze zum Land Brandenburg. Durch das frühere Gemeinschaftsgebiet, in Gröditz, verläuft die Bundesstraße 169.
Die Verwaltungsgemeinschaft wurde am 1. Januar 2000 eingegangen. Durch die Eingemeindung von Nauwalde nach Gröditz wurde sie mit Wirkung zum 1. Januar 2013 aufgelöst und durch die Einheitsgemeinde Gröditz ersetzt.

## Mitgliedsgemeinden
- Gröditz mit den Ortsteilen Gröditz (Stadt), und Reppis
- Nauwalde mit den Ortsteilen Nauwalde, Nieska, Schweinfurth und Spansberg